# Un merveilleux parfum d'oseille
Pour plus de détails, voir Fiche technique et Distribution.
Un merveilleux parfum d'oseille est un film français de Rinaldo Bassi sorti en 1969.

## Synopsis
Désargenté et végétant comme employé de bureau, le baron Philippe de Kerfuntel apprend incidemment la mort d'un oncle fortuné. Se croyant seul héritier, il se précipite au château, et y découvre sept autres postulants à la fortune. L'ouverture du testament leur apprend que l'unique héritière est Louise de Kerfuntel, vieillarde infirme et autoritaire, qui permet à tous les membres de la famille de vivre au château, mais annonce qu'elle a l'intention de dilapider sa fortune aux jeux et en menant grand train. Philippe commence à échafauder des plans pour la faire disparaître...

## Fiche technique
- Origine :  France
- Durée : 105 minutes
- Réalisation : Rinaldo Bassi
- Scénario original et dialogues : René Havard
- Adaptation : René Havard et Rinaldo Bassi
- Production : Raymond Borderie
- Photographie : Tadasu G. Suzuki
- Musique : Jean Lemaire (éditions Hortensia)
- Assistants réalisateurs : Georges Grodzenczyk et Claude Janetti
- Script : Françoise Leherissey
- Caméraman : Gerard Hameline assisté de Richard Suzuki
- Photographe : Raoul Foulon
- Son : Séverin Frankiel
- Mixage : René Renault
- Régisseur Général : Michel Bonnay
- Montage : Liliane Fattori
- Production : C.I.C.C., Les Films de La Licorne (Paris)
- Directeur de production : Mireille de Tissot
- Producteur délégué : Michel Cousin
- Date de sortie : 14 août 1969

## Distribution
- Yves Rénier : Philippe de Kerfuntel
- Francis Blanche : Loïc de Kerfuntel
- Françoise Rosay : Louise de Kerfuntel
- Jacques Dufilho : Job le serviteur
- Michel Serrault : Inspecteur Le Gac
- Catherine Jourdan : Marianne
- Noël Roquevert : Guillaume de Kerfuntel
- Claude Bauthéac : le paysan
- Jean Carmet : Karl de Kerfuntel
- Hubert Deschamps : le patron d'Yves
- Hélène Dieudonné : Aline de Kerfuntel
- Patrick Préjean : Hervé de Kerfuntel
- Michel Galabru : le notaire
- Max Montavon : le collègue d'Yves
- Claude Richard
- Roger Trapp : le vendeur de chaises roulantes motorisées
- Véronique Verlhac